# The Now Show

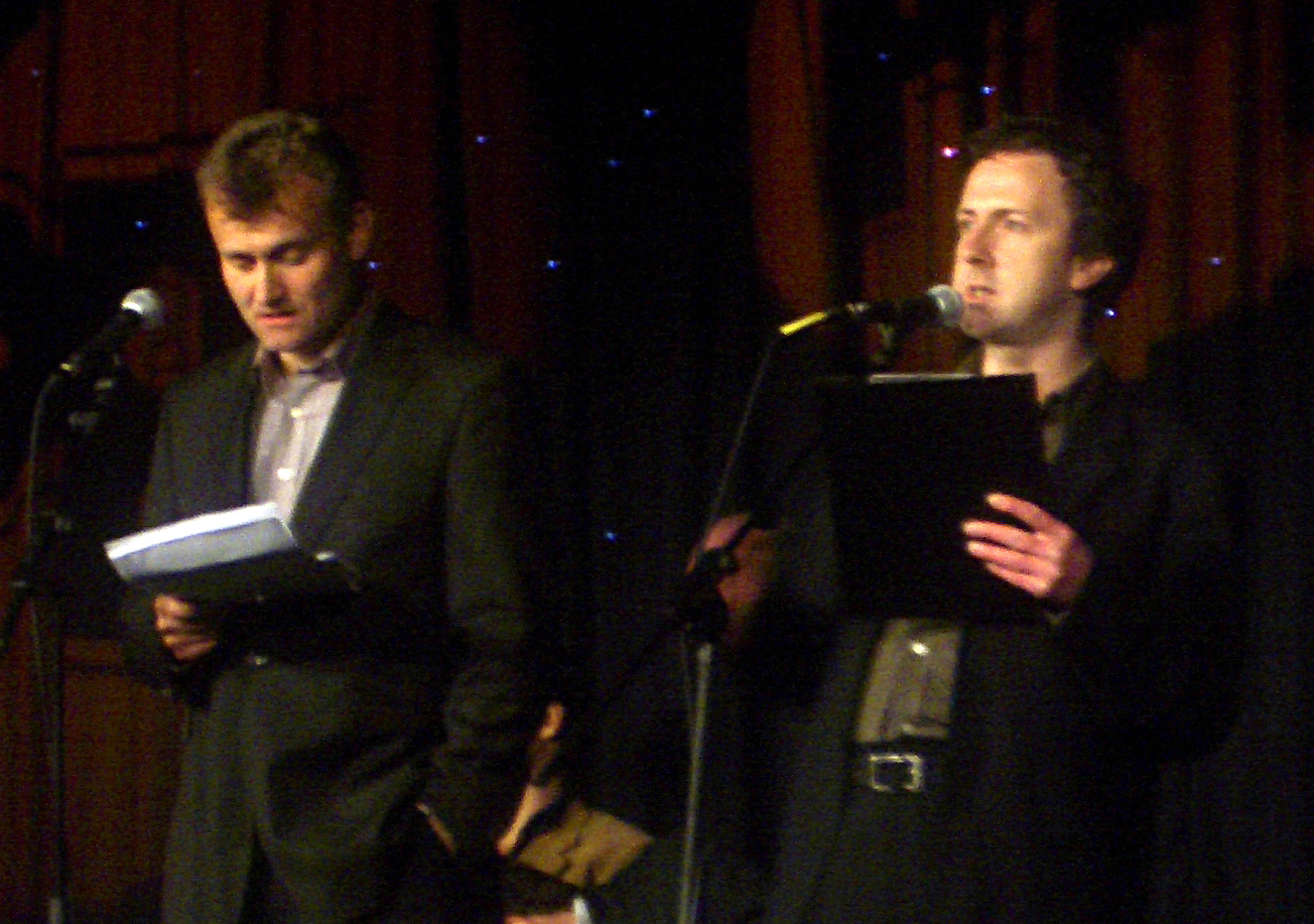
Hugh Dennis (links) en Steve Punt tijdens opnamen voor The Now Show in 2005

The Now Show is een Brits satirisch radioprogramma op BBC Radio 4, gepresenteerd door Steve Punt en Hugh Dennis. Het programma bestaat uit een combinatie van sketches, komische liederen en bikkelharde politieke satire. Het werd voor het eerst uitgezonden op 26 september 1998. De website British Comedy Guide riep The Now Show in 2008 uit tot 'Best British Radio Panel Show/Satire'.
De bedenker van het programma is Bill Dare; de vroegste wortels ervan gaan echter terug tot 1988, bij het programma Live on Arrival. Begin jaren 90 werkten Punt en Dennis ook al samen aan The Mary Whitehouse Experience. De muziek wordt verzorgd door Mitch Benn, die meestal aan het eind van het programma een zelfgecomponeerd sarcastisch liedje brengt. Een ander vast ingrediënt is de monoloog van Marcus Brigstocke, wiens furieuze woede-uitbarstingen en diep-cynische galgenhumor geregeld worden weggebliept. Voorts verschijnt Rory Bremner soms ten tonele, en voorheen zorgden Sue Perkins en Emma Kennedy voor de vrouwelijke stemmen. Komiek Jon Holmes heeft een vaste sketch, en een running gag in het programma is het feit dat hij zo klein is.
The Now Show werd voor een livepubliek opgenomen in The Drill Hall in Bloomsbury, telkens op donderdagavond, en uitgezonden op vrijdagavond. De enige keer dat het programma het zonder publiek moest doen, was na de bomaanslagen in Londen op 21 juli 2005. In 2002 werd ook een aantal hoogtepunten van het seizoen op cd en audiocassette uitgebracht. Het was in 2006 ook het eerste komische programma dat door de BBC als podcast werd aangeboden.
Van tijd tot tijd werd het programma bekritiseerd omdat het volgens sommige luisteraars te ver ging, maar in het algemeen liet de BBC-directie de acteurs hun gang gaan, afgezien van de occasionele biep over schuttingwoorden. In maart 2009 zeiden Punt en Dennis dat de geplande comeback van Michael Jackson niet minder erg was dan de comeback van het Iers Republikeins Leger, wat enig stof deed opwaaien. In datzelfde voorjaar maakten ze tevens volop grappen over de varkensgriep: "We moeten dat nu doen, want tegen het eind van het jaar is het misschien misplaatst geworden." En na de Andrew Sachs-affaire was hun aankondiging van het nieuwe seizoen 'tongue-in-cheek': "Wat is het verschil tussen Russell Brand en Jonathan Ross enerzijds, en Steve Punt en Hugh Dennis anderzijds? Steve Punt en Hugh Dennis zullen dit voorjaar op de radio te horen zijn."
Het programma werd na zesentwintig jaar op 19 april 2024 voor het laatst uitgezonden.